# Santiago Minas
Santiago Minas è un comune del Messico, situato nello stato di Oaxaca.